# Neptunea ochotensis
Neptunea ochotensis is een slakkensoort uit de familie van de Buccinidae. De wetenschappelijke naam van de soort is voor het eerst geldig gepubliceerd in 1962 door Golikov.